# Кучугурний Євгеній Володимирович
Євге́ній Володи́мирович Кучугурний (1997—2022) — молодший лейтенант Збройних Сил України, учасник російсько-української війни, який загинув під час російського вторгнення в Україну.

## Життєпис
Народився 1997 року. Мешкав у с. Червона Слобода Черкаського району Черкаської області, навчався в загальноосвітній школі № 2. Вищу освіту здобув у ННІ міжнародних відносин, історії і філософії Черкаського національного університету імені Богдана Хмельницького.
З початку російського вторгнення в Україні в 2022 році служив командиром стрілецької роти окремого батальйону 118-ї бригади територіальної оборони Черкащини.
Загинув 3 вересня 2022 року під час виконання бойового завдання внаслідок артилерійського обстрілу на Донеччині.
Похований із почестями у с. Червона Слобода на Черкащині.

## Нагороди
- Орден Богдана Хмельницького III ступеня (2022, посмертно) — за особисту мужність і самовіддані дії, виявлені у захисті державного суверенітету та територіальної цілісності України, вірність військовій присязі.[4]